# カシミール人

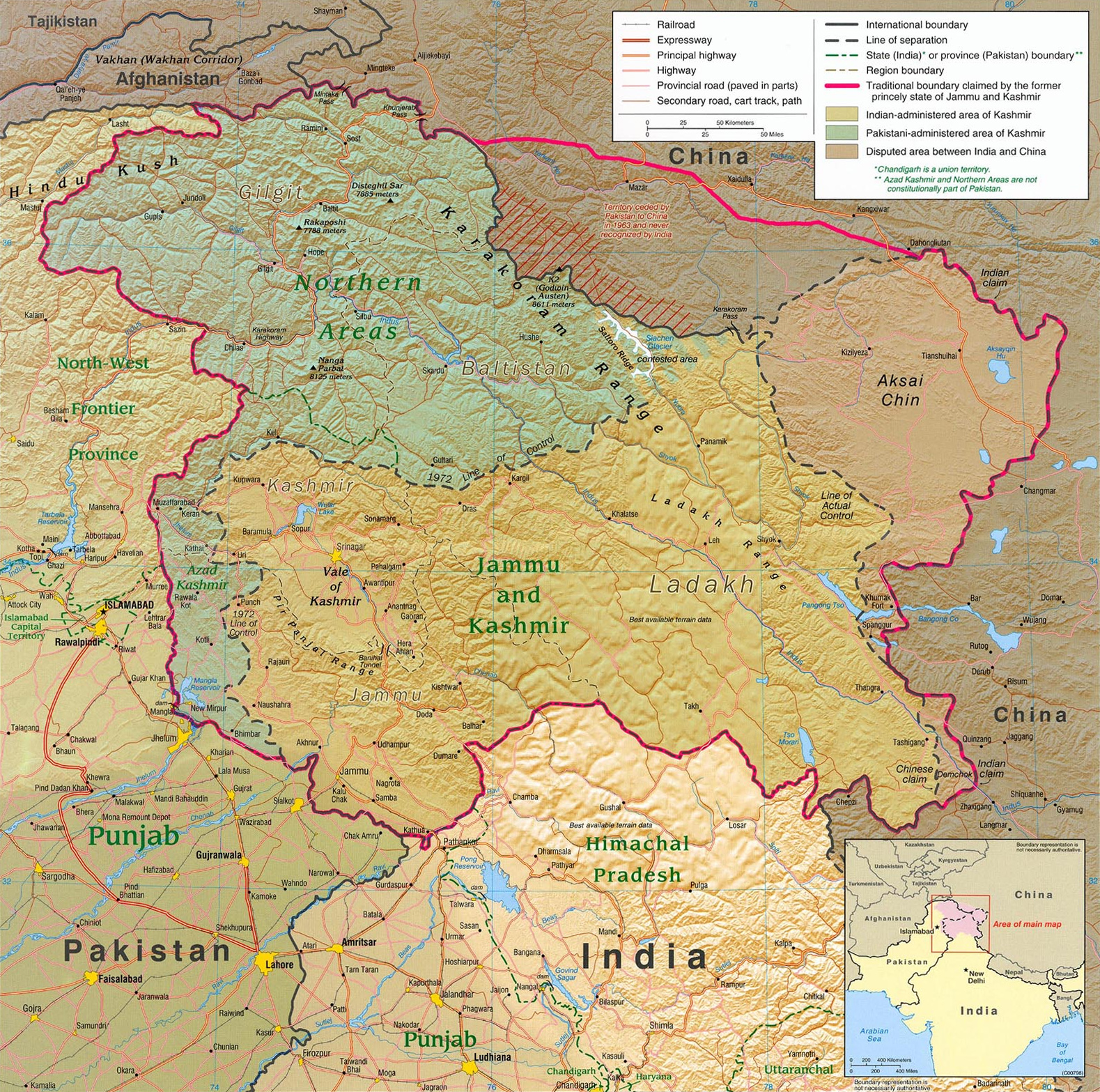
政治地図：カシミール地方の地区。ピルパンジャル山脈とカシミール渓谷を示しています。

カシミール人あるいはカシュミール人 (Kashmiris) （ カシミール語: کٲشُر لُکھ / कॉशुर लुख   ）はインド・ジャム・カシミール州のカシミール渓谷周辺でくらしている民族グループであり、インド・アーリア系 ダーディック語であるカシミール語を話す。カシミール人の大部分は主にカシミール渓谷に住んでいる。これが「実際の」カシミールであり、ジャンムーとカシミールのかつての王室状態の他の地域（ジャンムー、ギルギットバルティスタン、アザドカシミール、ラダック ）は含まれていない。ジャムおよびカシミール州に住んでいる他の民族グループには、グジャル、ドグラス、パハリス、バルティス、およびラダヒスが含まれる。
1947年にイギリスの植民地からのインドの独立を認め、インドとパキスタンの二国が誕生した際の領土分割において、カシミール地方がインドに帰属してから現在に至るまで、二国に加えて中華人民共和国の間で領有権争いが続いている(カシミール紛争)ため、領域的な人口は明確ではないが、カシミール語話者を人口数とした場合、人口は約558万人（2001年）。
公用語はカシミール語。人種分類はコーカソイド。宗教は80%程度がイスラム教徒である。主な産業は手工芸であり、15世紀に伝わって以降大きく発展している。また、男性の仕事である。

## 歴史

### ヒンドゥー教と仏教の支配

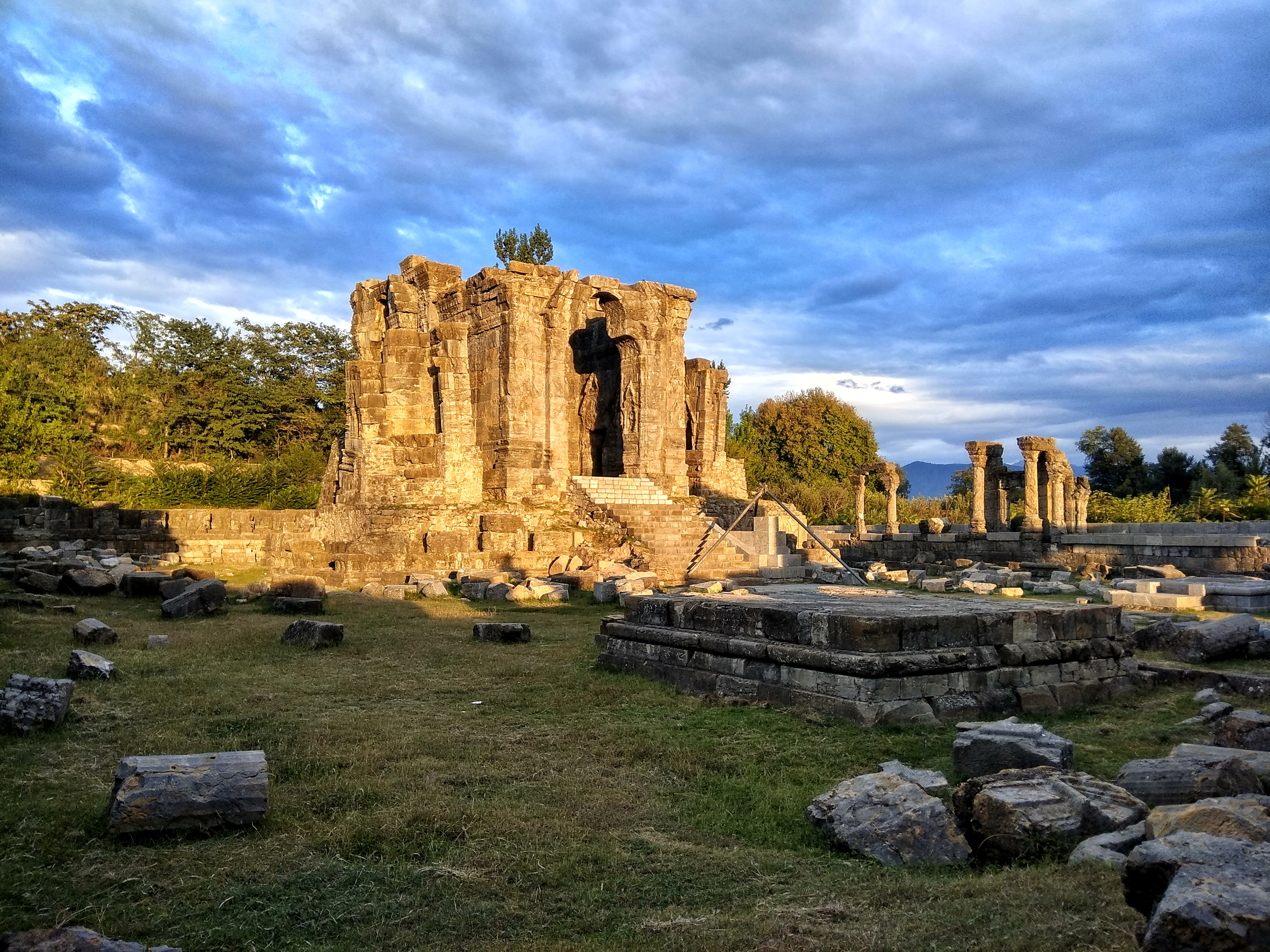
アナントナグのマルタンサン寺院

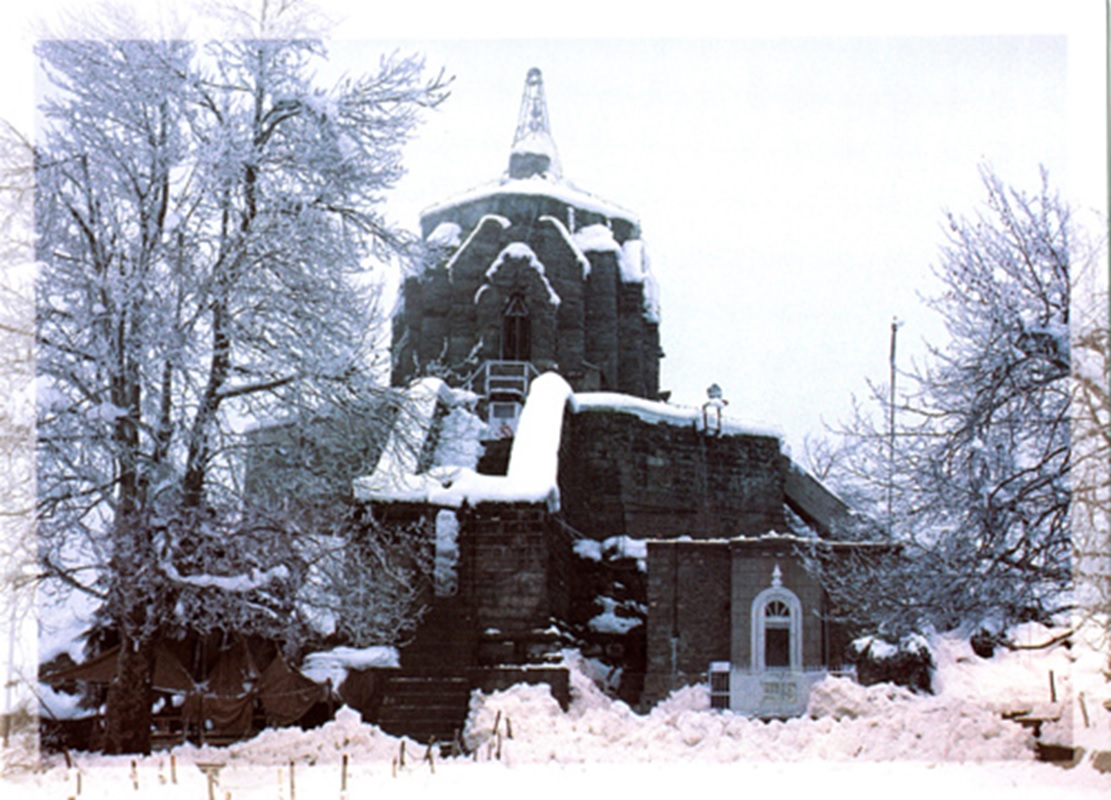
シャンカラチャルヤ寺院は紀元前200年頃に建設されました

カシミール地方のヒンズー教のカースト制度は紀元前3世紀頃のアソーカの時代からの仏教の流入の影響を受け、その結果、バラモンのそれを除いてバルナの伝統的な線からはぼやけて、変更から遠ざかったままであり、初期のカシミール社会のもう1つの注目すべき特徴は、その時代の他のコミュニティでの女性の地位と比較した場合に女性が保持されているという比較的高い敬意があった。

## 文化

### 料理

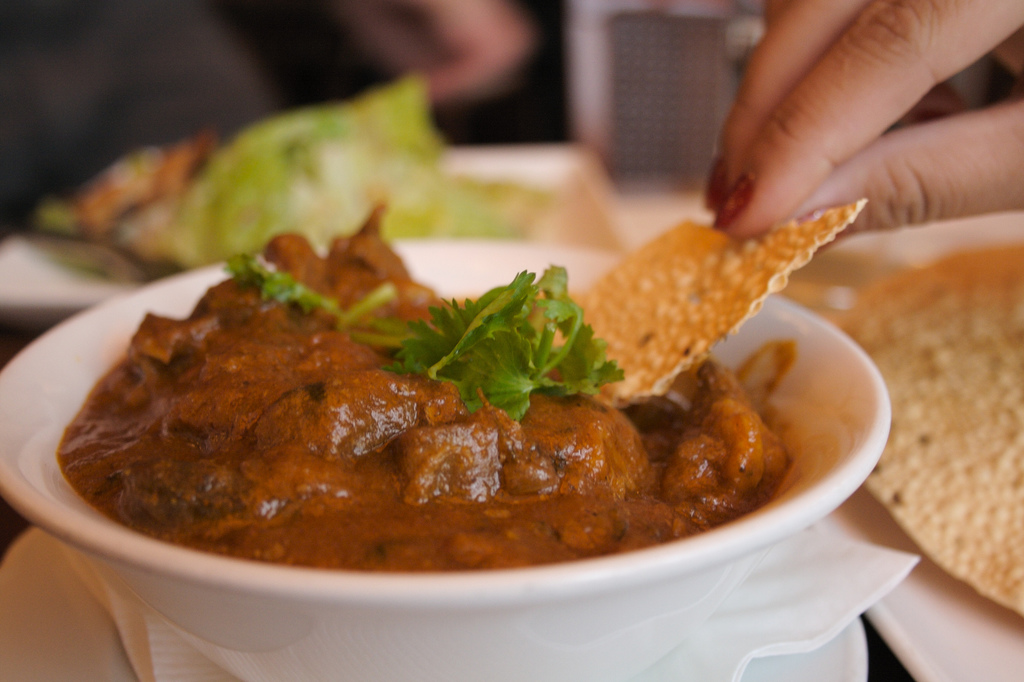
ローガンジョシュ

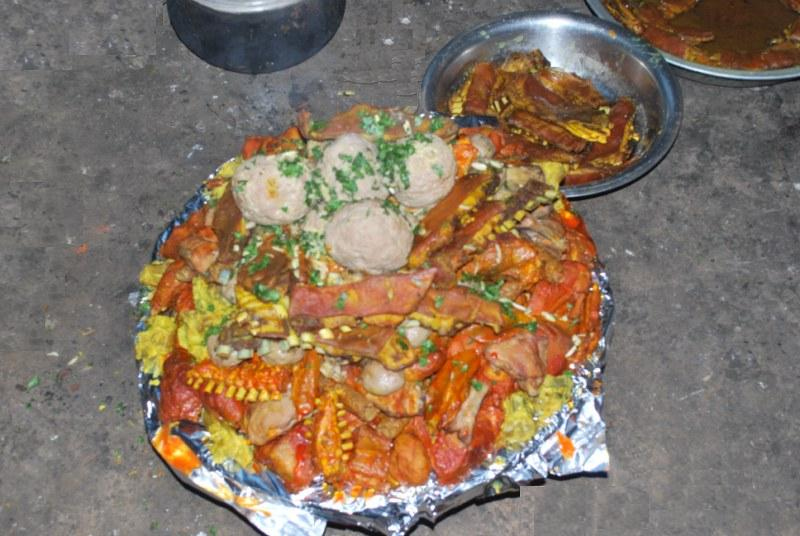
完全なワズワン

カシミール料理は、さまざまな世界の料理の中でもユニークさを保持している。昔からカシミールの主食は米。肉と米はカシミールで最も人気のある食品。カシミール人は肉を大量に食べる。バラモンであるにもかかわらず、カシミール・パンディッツは肉も大量に消費する。

### 言語
カシミール （ [kæʃˈmɪəri] ）（कॉशुर、کأشر）、又はKoshur が主に話されているのはカシミールの谷のとChenab領域ジャムカシミール である。

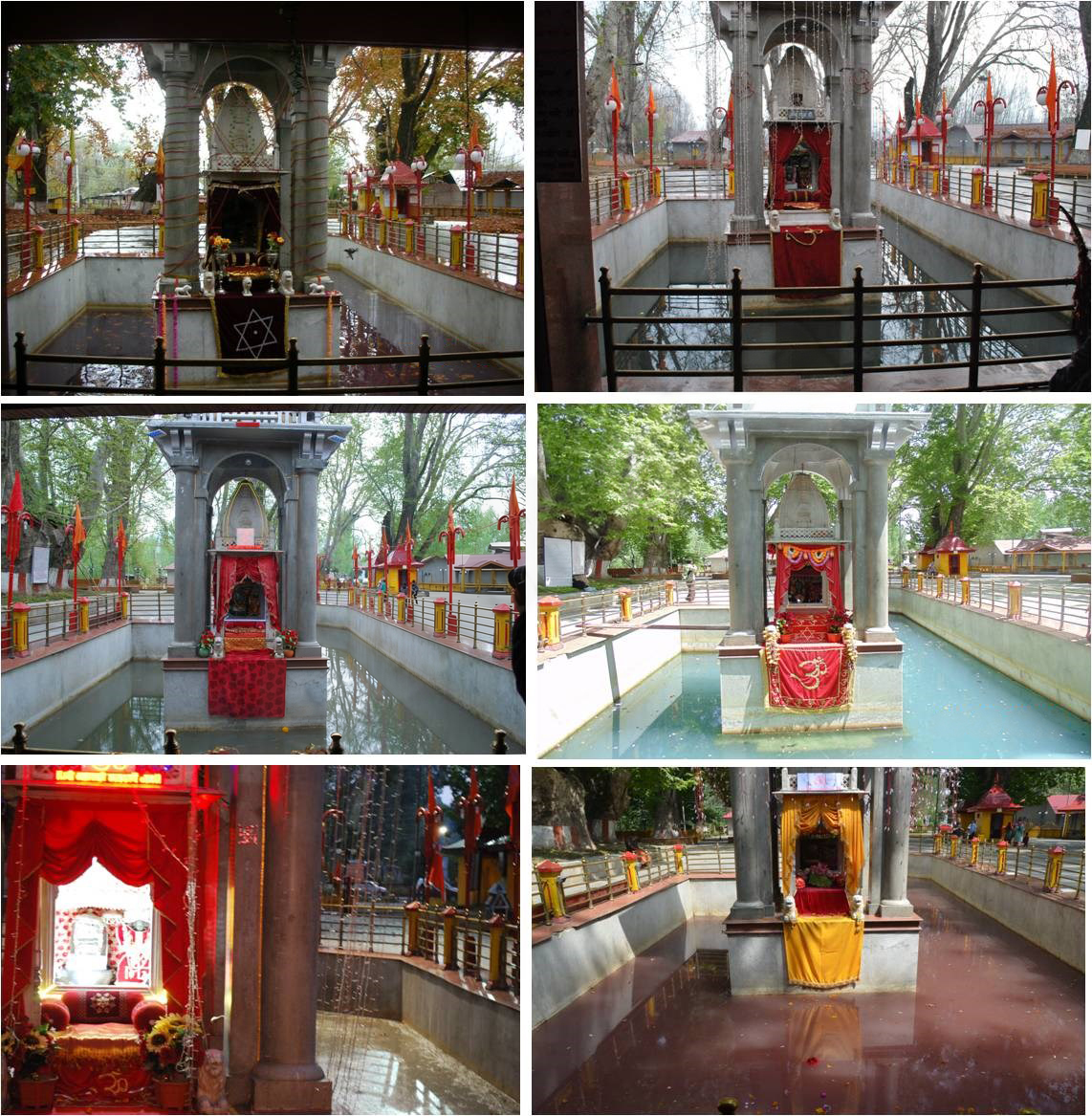
キールバワニ寺院

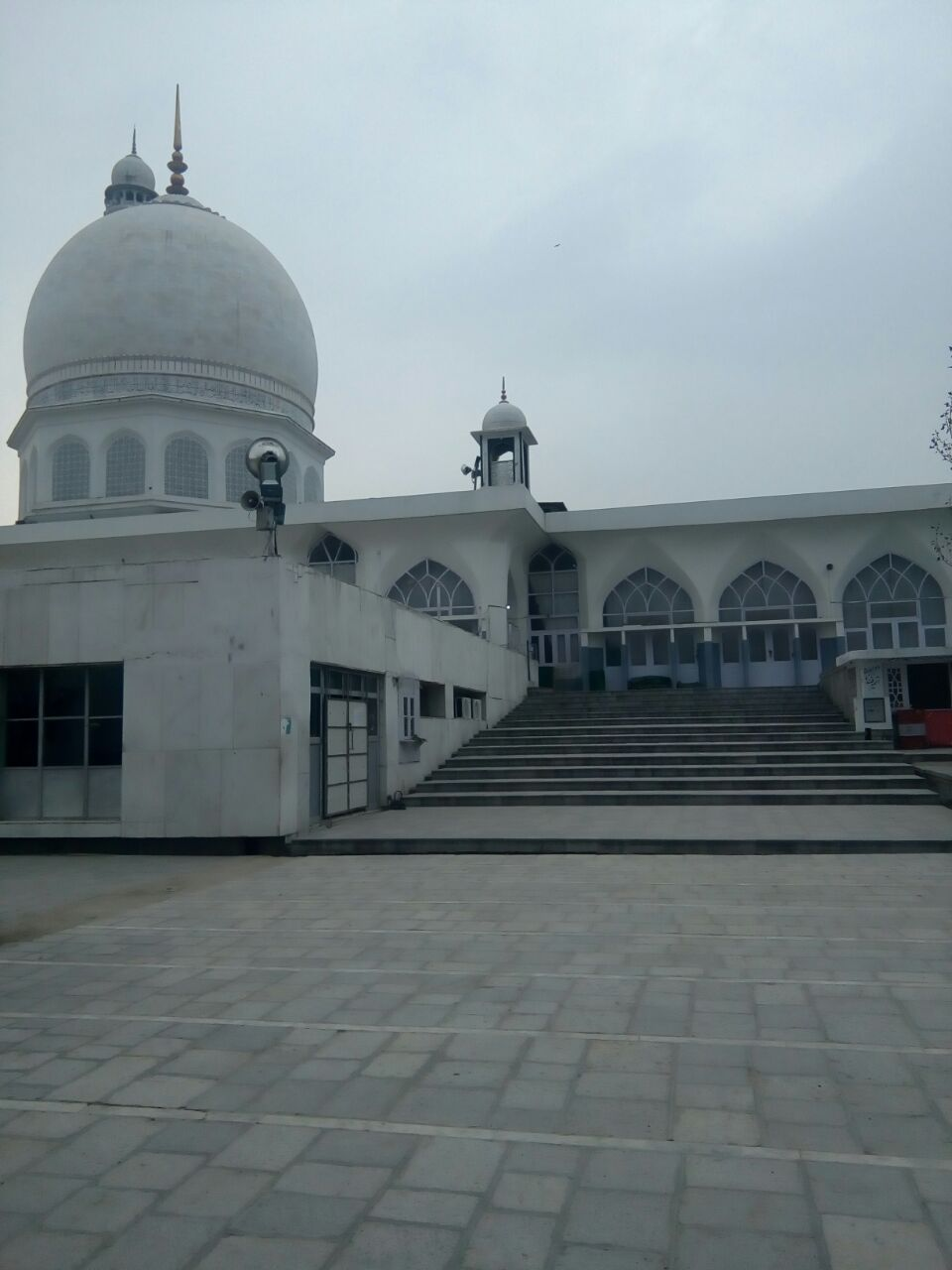
1700年頃に建てられたハズラトバル神社

カシミール渓谷には、700年前のスーフィズムの伝統があります。

### 美術工芸

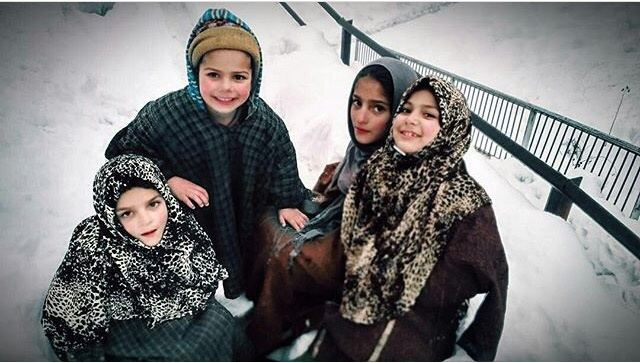
伝統的なフェランを着たカシミールの子供たち。

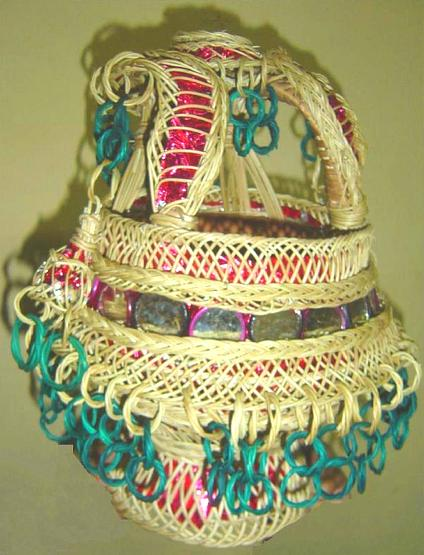
カシミール観賞用カンガー

## Krams（姓）

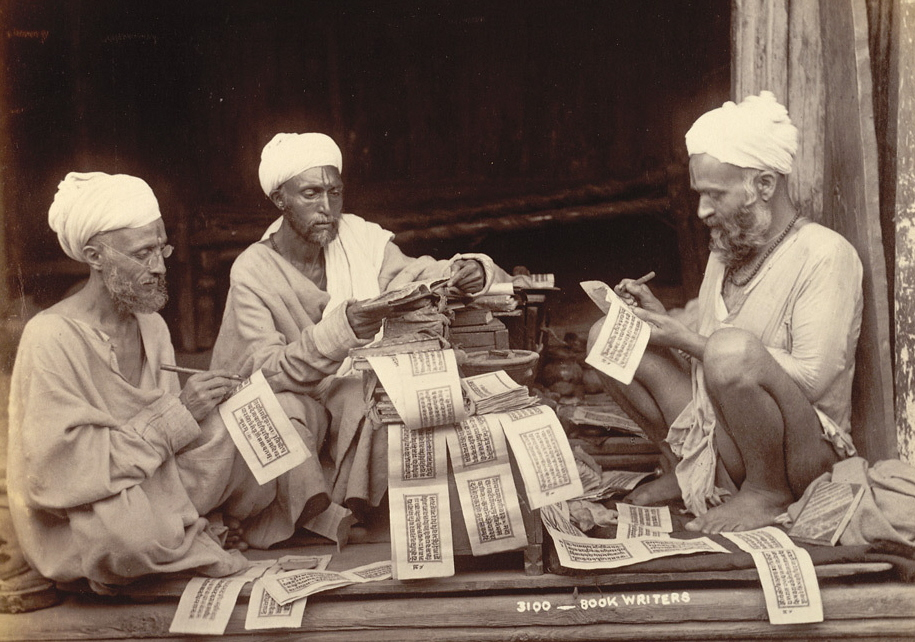
1890年代のカシミールヒンドゥー教の司祭

カシミールヒンドゥー教徒はすべてサラスワットブラフミンであり、エクソニムパンディットによって知られている。

## 人口

### カシミールのイスラム教徒
1921年の国勢調査報告書は、カシミールのイスラム教徒がジャムとカシミールの王子の州全体のイスラム教徒人口の31％を形成したと述べている 。

## ディアスポラ

### イスラム教徒
20世紀初頭、飢とDogra政権の政策により、多くのカシミール人イスラム教徒が原住民の土地をパンジャブに逃れた  。

### ヒンドゥー教
1989年初頭の武装勢力の高まりにより、約30万〜60万人のカシミール・ヒンドゥー教徒も、1989年以来、近隣の州やジャンムー・カシミール州の他の地域に逃亡した。
インドのカシミール・ヒンドゥー教のディアスポラの著名なメンバーには、元インド首相のジャワハルラール・ネルーとインディラ・ガンディーが含まれる。

## ノート
1. ↑  Snedden, Understanding Kashmir and Kashmiris (2015, pp. 20–21) "...the 'real' Kashmir—that is, the Kashmir Valley...Historically, Kashmir equates to the Kashmir Valley."

## 参照資料
1. ↑  http://censusindia.gov.in/2011Census/Language-2011/Statement-1.pdf
2. ↑  https://www.dawn.com/news/1410447
3. 1 2  “Kashmiri: A language of India”.   Ethnologue. 2007年6月2日閲覧。
4. ↑  Munshi, S. (2010), “Kashmiri”, Concise Encyclopedia of Languages of the World, Elsevier, pp. 582–, ISBN 978-0-08-087775-4
5. ↑  http://www.fao.org/ag/agp/AGPC/doc/Publicat/TAPAFON/TAP_10.PDF
6. ↑  Minahan.J.B., (2012), Dogras, Ethnic Groups of South Asia and the Pacific: An Encyclopedia
7. ↑  “Department of Tourism, Jammu and Kashmir - Ethnic Groups”.   Jktourism.org. 2017年2月19日閲覧。
8. ↑  Snedden, Christopher (2012). The Untold Story of the People of Azad Kashmir. Columbia University Press. p. xix. ISBN 9780231800204. "Sudhan/Sudhozai – one of the main tribes of (southern) Poonch, allegedly originating from Pashtun areas."
9. ↑  Bamzai, Ancient Kashmir 1994, pp. 191–192.
10. ↑  Kaw, Kashmir and its People 2004, p. 90.
11. ↑  Kaw, Kashmir and its People 2004, p. 91.
12. ↑  Bamzai, Ancient Kashmir 1994, p. 243.
13. ↑  Kaw, Kashmiri Pandits 2001.
14. ↑  Press, Epilogue, Epilogue, Vol 3, issue 9, Epilogue -Jammu Kashmir
15. ↑  Dar, P Krishna (2000), Kashmiri Cooking, Penguin UK, ISBN 9789351181699
16. ↑  Mohamed, C K, Census of India, 1921. Vol. XXII: Kashmir. Part I: Report, p. 147 2017年1月9日閲覧。[リンク切れ]
17. ↑  David Gilmartin (1988). Empire and Islam: Punjab and the Making of Pakistan. Tauris. p. 83. ISBN 978-1-85043-123-7
18. ↑  Sevea, The Political Philosophy of Muhammad Iqbal 2012, p. 16.
19. ↑  Singh, Devinder (21 November 2014). “Reinventing Agency, Sacred Geography and Community Formation: The Case of Displaced Kashmiri Pandits in India” (英語). The Changing World Religion Map. Dordrecht: Springer Netherlands. pp. 397–414. doi:10.1007/978-94-017-9376-6_20. ISBN 9789401793759
20. ↑  “Protection Aspects of Unhcr Activities on Behalf of Internally Displaced Persons”. Refugee Survey Quarterly 14 (1–2):  176–191. (1995). doi:10.1093/rsq/14.1-2.176. ISSN 1020-4067.:The mass exodus began on 1 March 1990, when about 250,000 of the 300,000 Kashmiri Pandits fled the State
21. ↑  Yong, Amos (2011). “Constructing China's Jerusalem: Christians, Power, and Place in Contemporary Wenzhou - By Nanlai Cao” (英語). Religious Studies Review 37 (3):  236. doi:10.1111/j.1748-0922.2011.01544_1.x. ISSN 0319-485X.
22. ↑  Casimir, Michael J.; Lancaster, William; Rao, Aparna (1 June 1997). “Editorial”. Nomadic Peoples 1 (1):  3–4. doi:10.3167/082279497782384668. ISSN 0822-7942.:From 1947 on, Kashmir's roughly 700,000 Hindus felt increasingly uneasy and discriminated against, and youth … from a variety of sources such as Islamist organizations, Islamic countries,Kashmiri Muslim fund raisers in the West, and migrant labor from Azad Kashmir in the …
23. ↑  Sarkaria, Mallika Kaur (2009). “Powerful Pawns of the Kashmir Conflict: Kashmiri Pandit Migrants” (英語). Asian and Pacific Migration Journal 18 (2):  197–230. doi:10.1177/011719680901800202. ISSN 0117-1968.:… of the Centre of Central Asian Studies, Kashmir University, and member of Panun Kashmir (a Pandit … the Valley in 1990, believes "it could be anything between 300,000 to 600,000 people